# Alpha Trains
Alpha Trains es una empresa ferroviaria dedicada al arrendamiento de material rodante con sede en Luxemburgo.

## Historia
Es una empresa derivada de Angel Trains, que había sido fundada en 1994 como filial de British Rail, y se adjudicó gran parte del parque motor y remolcado de British Rail cuando se privatizó. En 1995 fue vendida a un consorcio internacional, que en 1997 la vendió al Royal Bank of Scotland, que a su vez la volvió a vender en 2008 a un grupo inversor formado por Babcock & Brown, AMP Capital, Arcus European Infrastructure Fund y Deutsche Bank. La nueva propiedad segregó el negocio de Europa continental a una nueva subsidiaria: Angel Trains International. El 1 de enero de 2010 cambió su nombre de Angel Trains International a Alpha Trains.
Actualmente, los accionistas de Alpha Trains son Algemene Pensioen Groep (APG), Arcus Infrastructure Partners, PGGM y Swiss Life Asset Managers.